# Lunds Ungdoms- och Hemgård

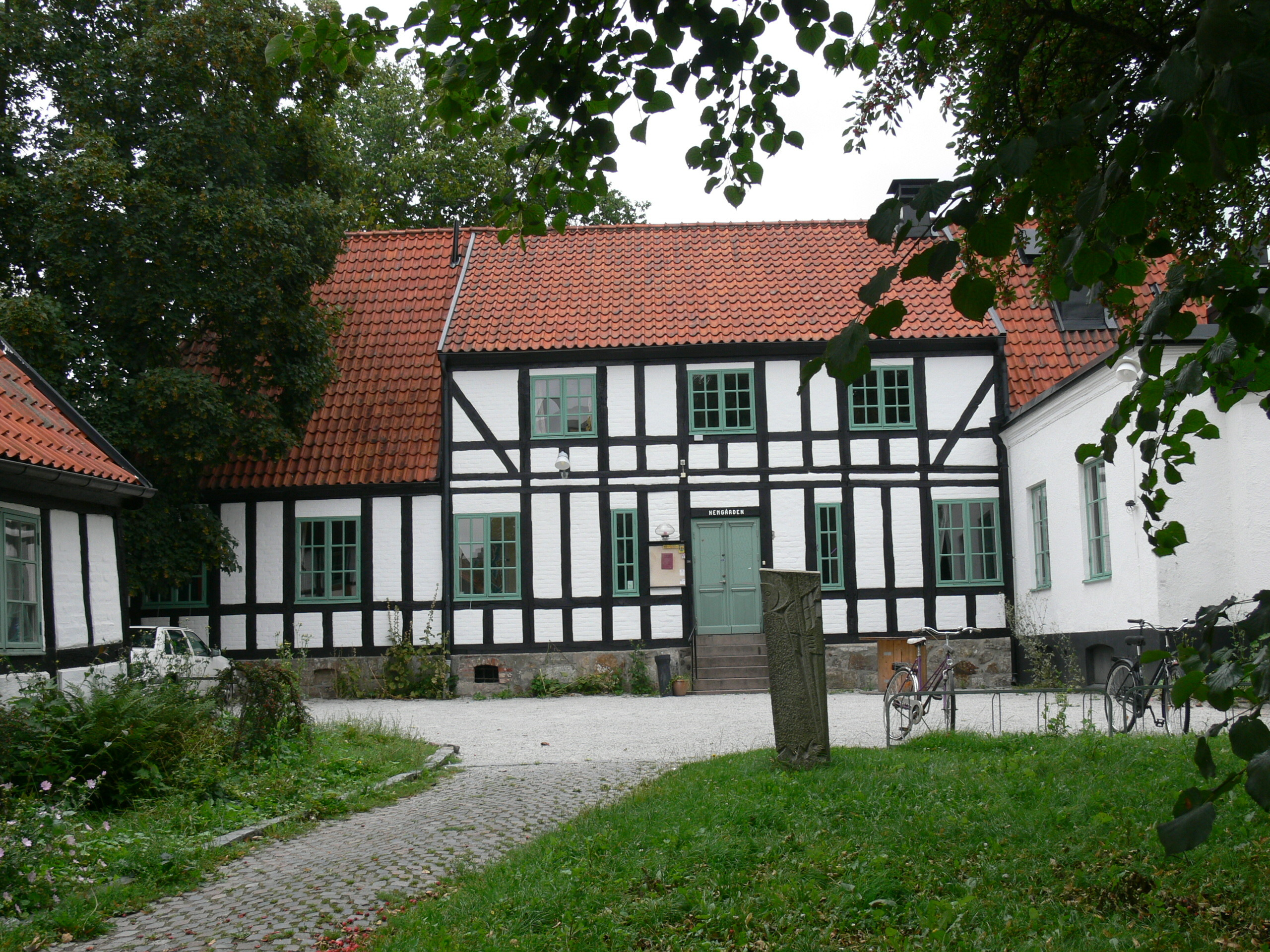
Hemgården i Lund

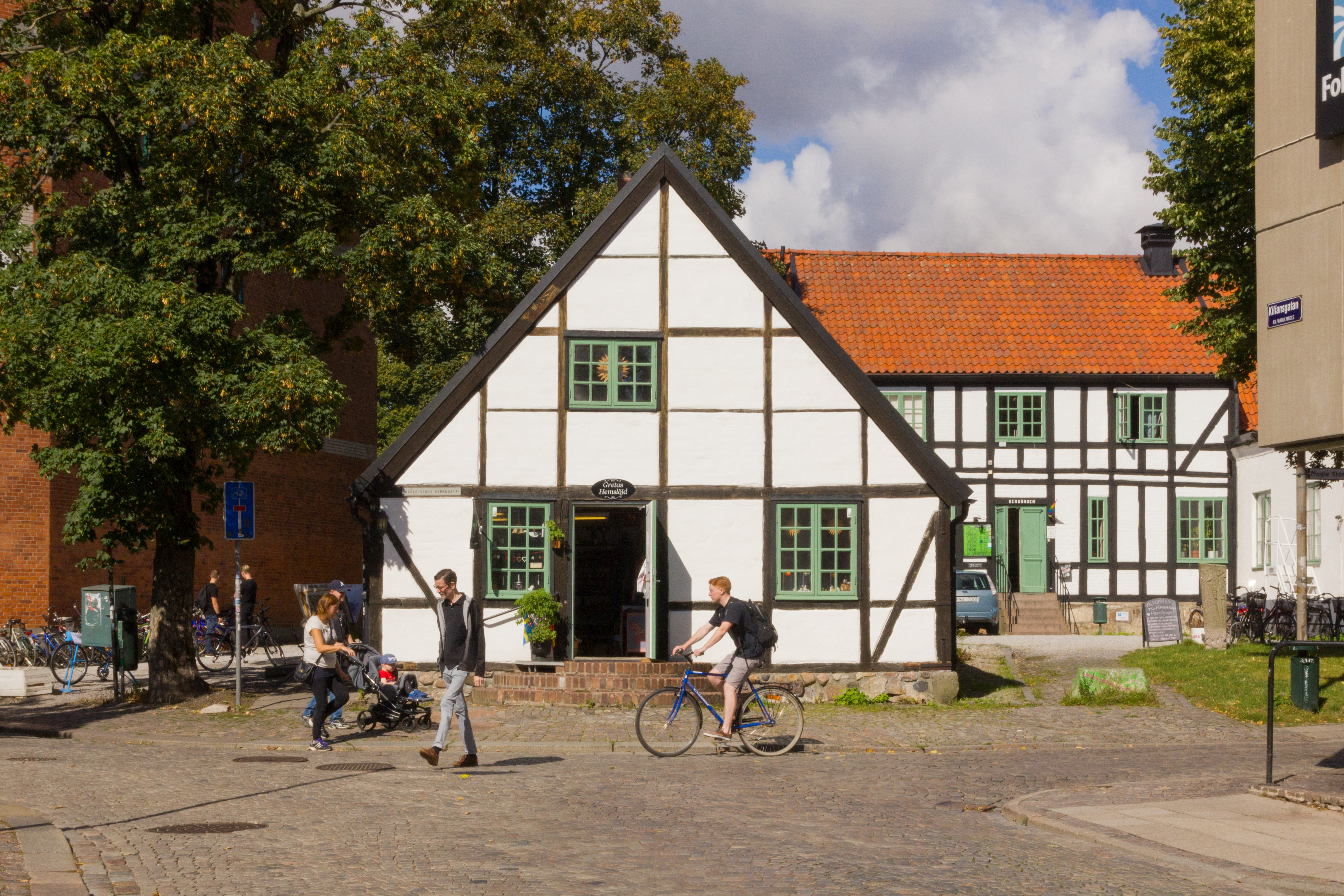
Kiliansgården i hörnet till Magle Stora kyrkogata, med Hemgården i bakgrunden

Lunds Ungdoms- och Hemgård är en hemgård vid Kiliansgatan 11 i Lund, som drivs av den ideella Föreningen Lunds Ungdoms- & Hemgård sedan 1942.  
Den är en mötesplats för personer i alla åldrar, men med fokus på unga. Föreningens verksamhet är att arbeta aktivt för att stärka medborgarna och demokratin och vara ett kulturhus i centrala Lund. Verksamheten består av bland annat konserter, kurser, musikproduktion med replokaler och musikstudio, foto med fotolabb, bildkonst och skulptur i kurser. Hemgården driver ett Café, en mindre biograf för streamingfilm med plats för 19 personer. 

## Historik
Namnet på föreningen är Föreningen Lunds Ungdoms- och Hemgård men i vardagslag kallas den bara Hemgården eller bara HG. Hemgården är en idéell förening som bildades 1942. Initiativet kom från en grupp socialdemokratiska kvinnor med syfte att skapa en samlingsplats för främst ungdomar. De första 18 åren flyttade Hemgården mellan fyra olika lokaler i centrala Lund.1960 kom förening till korsvirkeshuset på Kiliansgatan 11.

## Byggnaden
Byggnaden i kvarteret Sankt Mikael är uppförd 1775 som bostadshus med en stor tomt, som omfattade den östra delen av kvarteret samt kvarteret Sigrid. Den är uppförd av ekekorsvirke med bränd sten och har sockel av natursten med en del stenar från medeltida kyrkor. Huset byggdes troligen av filosofiprofessorn Johan Nelander. Lunds stad köpte tomten av AB Lunds mejeri 1949 och gjorde en omfattande renovering samma år, varvid de ursprungliga korsvirkesfasaderna togs fram.
I november 1943 startade den danska skolan i Lund för flyktingar undan den tyska ockupationen i Danmark på initiativ av danska myndigheter i förskingringen och Lunds universitets flyktingkommitté. Skolverksamheten, med grundskola, realskola och gymnasium, avslutades i juni 1945. Skolan hölls till att börja med i Gamla Seminariet, men senare i nuvarande Hemgården och Mejeriet på Magle Stora kyrkogata.